# Antesi

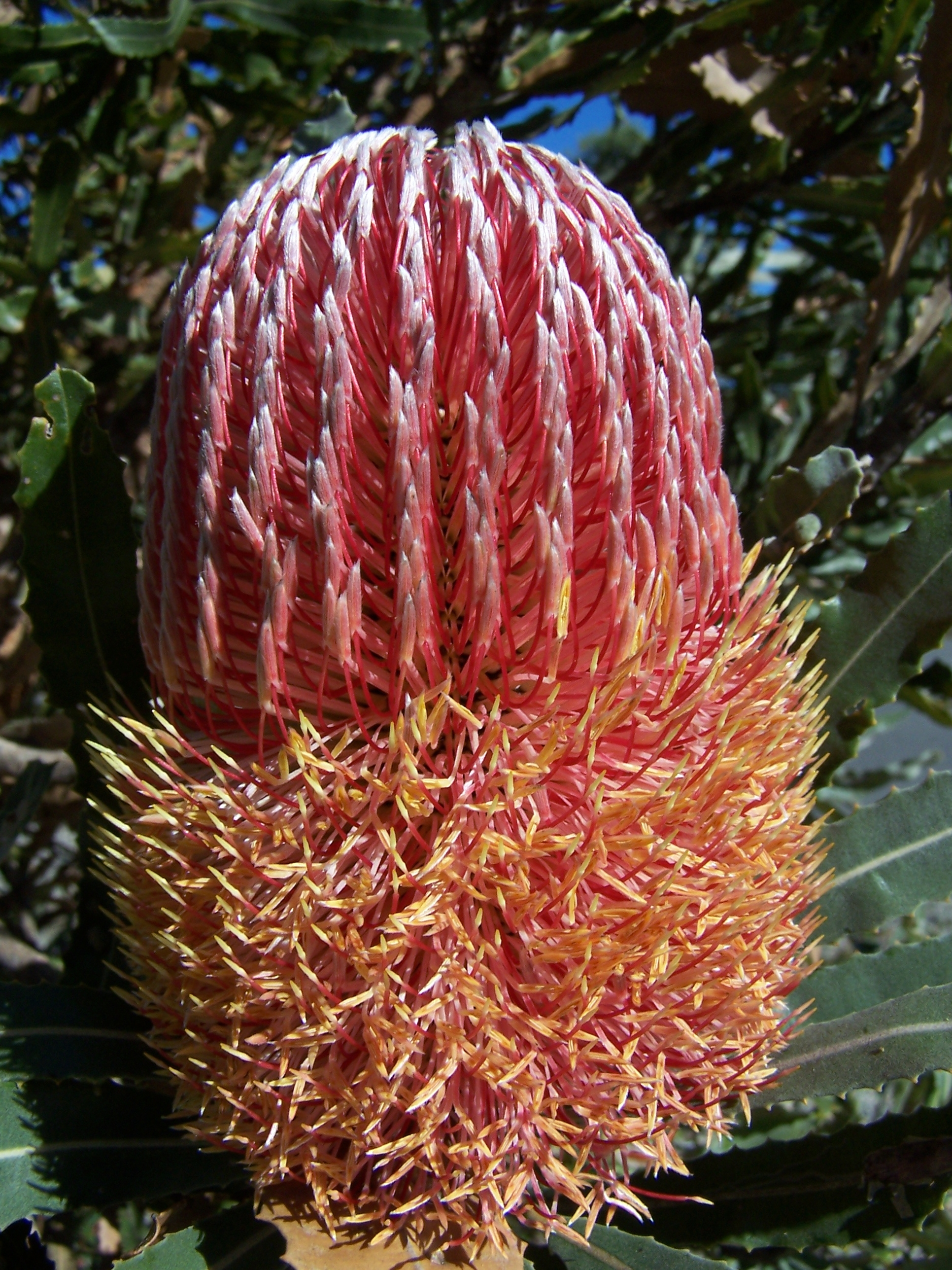
Antesi sequencial d'una flor individual de Banksia menziesii

Antesi (del grec Anthos: Flor) és el període durant el qual la flor està totalment oberta i és funcional. Es pot referir a l'arribada d'aquest període, o sigui, la florida o floració.
L'arribada de la floració resulta espectacular en algunes espècies. En les espècies del gènere Banksia, per exemple, l'antesi involucra l'extensió de l'estil de la part femenina de la flor lluny de les parts superiors del periant. En Banksia l'antesi de les flors és seqüencial dins la inflorescència, i així quan l'estil i el periant són de colors diferents hi ha un cridaner canvi de color gradual al llarg de la inflorescència.